# Équipe du Burundi des moins de 20 ans de football
Maillots
L'équipe du Burundi des moins de 20 ans ou Burundi U20 est une sélection de footballeurs de moins de 20 ans au début des deux années de compétition placée sous la responsabilité de la Fédération du Burundi de football.

## Histoire
Sa meilleure performance à la CAN U20 est une finale en  1995, atteinte contre toute attente pour sa première participations par la génération dorée des Omar Mussa (en) et Blaise Butunungu.
24 ans après cette performance, le Burundi disputera une nouvelle phase finale de Coupe d'Afrique des nations des moins de 20 ans en 2019. Lors des éliminatoires, les Hirondelles éliminent l'Éthiopie, le Soudan et surtout la Zambie, championne en titre.

## Parcours en Coupe d'Afrique des nations des moins de 20 ans
- de 1979 à 1993 : Non classé
- 1995 : Finaliste
- 1997 : Non qualifiée
- 1999 : 2e tour
- 2001 : Non qualifiée
- 2003 : 1er tour
- 2005 : Tour préliminaire
- 2007 : 2e tour
- 2009 : 1er tour
- 2011 : 1er tour
- 2013 : 1er tour
- 2015 : 1er tour
- 2013 : Non qualifiée
- 2015 : 1er tour
- 2017 : 1er tour
- 2019 : Phases de groupe
- 2021 : Phases de groupe de zone Cecafa
- 2023 : Phases de groupe de zone Cecafa
- 2025 : Demi-final de groupe de zone Cecafa

## Parcours en Coupe du monde des moins de 20 ans
L’équipe du Burundi a participé à une seule Coupe du monde de football des moins de 20 ans.
En 1995 : Phases de groupe

## Effectif actuel
Les joueurs appelés pour disputer la Coupe CECAFA des nations des moins de 20 ans 2022 dans le cadre des Éliminatoires de la coupe d'Afrique des nations des moins de 20 ans 2023 à partir du 10 octobre 2022.
Gardiens
- Papy Hakuba
- Omar Irankunda
- Jean-Marie Harerimana

Défenseurs
- Allidou Hakizimana
- Mechack Ndayishimiye
- Baros Tambwe
- Ulimwengu Hakizimana
- Djuma Niyonzima
- Prince Michel Musore
- Vincent Barungitse
- Kevin Icoyitungiye
- Jean Nahimana

Milieux
- Richard Ndayishimiye
- Akbar Muderi
- Charles Bumwe
- Karim Kamana
- Edson Munaba
- Giggs Ishimwe
- Keita Bukuru

Attaquants
- Arthur Nibikora
- Destin Maniriho
- Amissi Habimana
- Abdi Ineza
- Jean-Claude Girumugisha
- Jean-Kessy Nimubona
- Placide Hitimana
- Alfred Nkurunziza

## Palmarès
- Coupe d'Afrique des nations de football des moins de 20 ans
  - Finaliste en 1995
- Coupe CECAFA U20
  - Finaliste en 2006, 2005,